# Hédervári kastély
Hédervár azon kevés történelmet alakító hely közül való, amelyet első krónikásaink is feljegyeztek. A II. Géza király segítségére érkező Hedrych (Héder) lovag a Győr melletti szigetet kapta örök szállásul, ahol favárat építtetett 1142-ben. A Hédervári család  nyolc évszázados kapcsolata a településsel – minden ellentmondásossága ellenére – elválaszthatatlan volt.

## A kastély története
Héder lovag feltehetően már a 12. század közepén várat építtetett magának, amely valószínűleg fából volt és a mai kastély parkjának végében emelkedő Zsidó-dombon állt. Maga az építmény a tatárjárás idején pusztult el. IV. Béla kezdeményezésére sorra épültek várak és lakótornyok az országban. 1521-ben Héderváry Ferenc hűtlenség miatt elveszítette a birtokot, majd később a birtok tulajdonjoga visszaszállt Héderváry Jánosra, aki újraépíttette a várkastélyt reneszánsz stílusban. A mai barokk formáját a 18. század második felében nyerte el, majd később a 19. században Khuen-Héderváry Károly a romantikus stílus jegyeit alkalmazta, de rövidesen visszaállították a korábbi barokk külsejét.
A kastélyt körülvevő angolpark Bernhard Petri személyes irányítása mellett jött létre, aki egzotikus fákat is telepített ide, mint pl. a kínai páfrányfenyő és az amerikai tulipánfa. 
A hédervári kastély legrégebbi része a 13. századig vezethető vissza, a legvastagabb falú és legnagyobb alapterületű hatszögletű délkeleti torony, mely egykor szabadon álló építmény lehetett. A gótika, majd a reneszánsz idején újabb részekkel bővítették a lakótornyot. 1534-ben Bakics Pál lerombolta, a köveit pedig elhordatta.
A XVI. század elején Héderváry István a középkori vártól nem messze egy többszintes reneszánsz várkastélyt építtetett, ami a mai kastély elődje volt.
1755-ben Viczay Mihály megbízásából került sor a kastély barokk kiépítésére, bővítették a várat, feltöltötték a várárkot, a négyszögletű udvar köré újabb traktusokat emeltek, sarkaikra négyszögű tornyokat illesztettek. 15 ezer kötetes könyvtárat és több tízezer darabos érem]gyűjtemény is helyet kapott itt. Az éremgyűjteményt, fia Viczay Mihály továbbfejlesztette és az európai tudományosság élvonalába tartozó tudósokkal katalogizáltatta, majd a katalógusokat meg is jelentette.
Gyűjtött még festményeket, műtárgyakat (szobrokat, gemmákat, antik vázákat, késő antik és középkori, elefántcsontból faragott tárgyakat), valamint híres angolkertet is kialakíttatott a kastély körül.
Viczay Mihály halála után gyűjteményei nagy részét elárverezték.
Korán meghalt két fiúgyermeke után, egy leány örököse maradt, aki feleségül ment belasi gróf Khuen Antalhoz, ezzel Hédervár is a Khuen-családra szállt.
Unokáik közül Khuen-Héderváry Károly 1906 és 1907 között, Möller István építész tervei alapján építtette át a kastélyt. Ekkor készült el a reprezentatív nagyterem, a vadászterem és  a szalonok sora. A barokk homlokzaton két szfinx által őrzött kapu nyílik.
A kastélynak három tornya van. A hagyomány szerint az épület három vármegye, Győr, Pozsony és Moson találkozási pontján állt, ezért minden tornya más-más megye területére került. Ebből annyi igaz, hogy valamikor Győr és Pozsony vármegye határa Hédervárnál volt, de Moson vármegye sosem nyúlt odáig. A hagyomány inkább onnan eredhet, hogy a Héderváry családnak mindhárom vármegyében nagy kiterjedésű birtokai voltak. A kastély ékessége az udvar, ahol egyszerre három stílusirányzat mutatkozik meg. A gótikus ablakok, fölötte a Héderváry János 1578-as címere, a reneszánsz kerengők, amelyek régen nyitottak voltak, de praktikussági szempontból beépítették, és a barokk kovácsolt vas kandeláber. Ennek az udvarnak a közepén egy kb. 300-350 éves platánfa áll.
Az 1945-ös földreformmal megfosztották a hédervári grófokat javaiktól, ekkor egyébként maguk már nem gazdálkodtak. 1947-re megszervezték a kastélyban a népi kollégiumot, ahol a környező falvakban és majorságokban lakó gyermekek végezhették el az általános iskolát. 1983-tól alkotóházként működött.

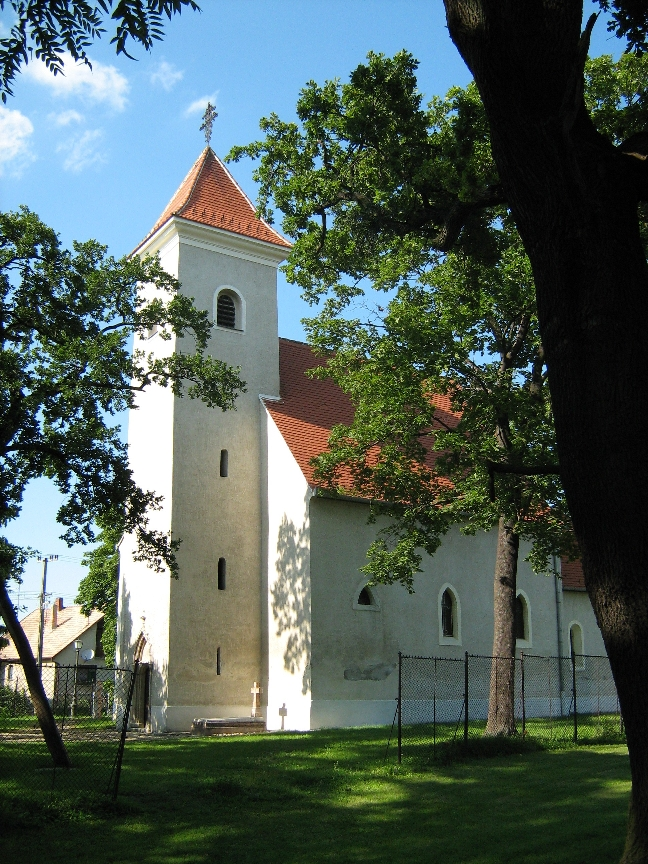
Boldogasszony kápolna

2002-től 2004-ig a kastélyt felújították, amely során a szobák, lakosztályok, fürdőszobák és szalonok lettek korhű hangulatban helyreállítva. 2004 tavaszán megnyitotta kapuit a négycsillagos Hédervár Kastélyszálloda, amely azonban 2012 óta jogi viták miatt zárva tart.

## A kastély parkja
Az 1790-es években Bernhard Petri (1768–1853) szentimentális tájképi kertet épített itt, részben a korábbi barokk park területén. Megtalálható itt patak kis szigettel, rajta Kentaur-szoborral. Hidak, kerti vázák, kőszék, neogótikus kerti ház, románkori templom, festői facsoportok és ligetek váltják egymást.

## A Boldogasszony-kápolna

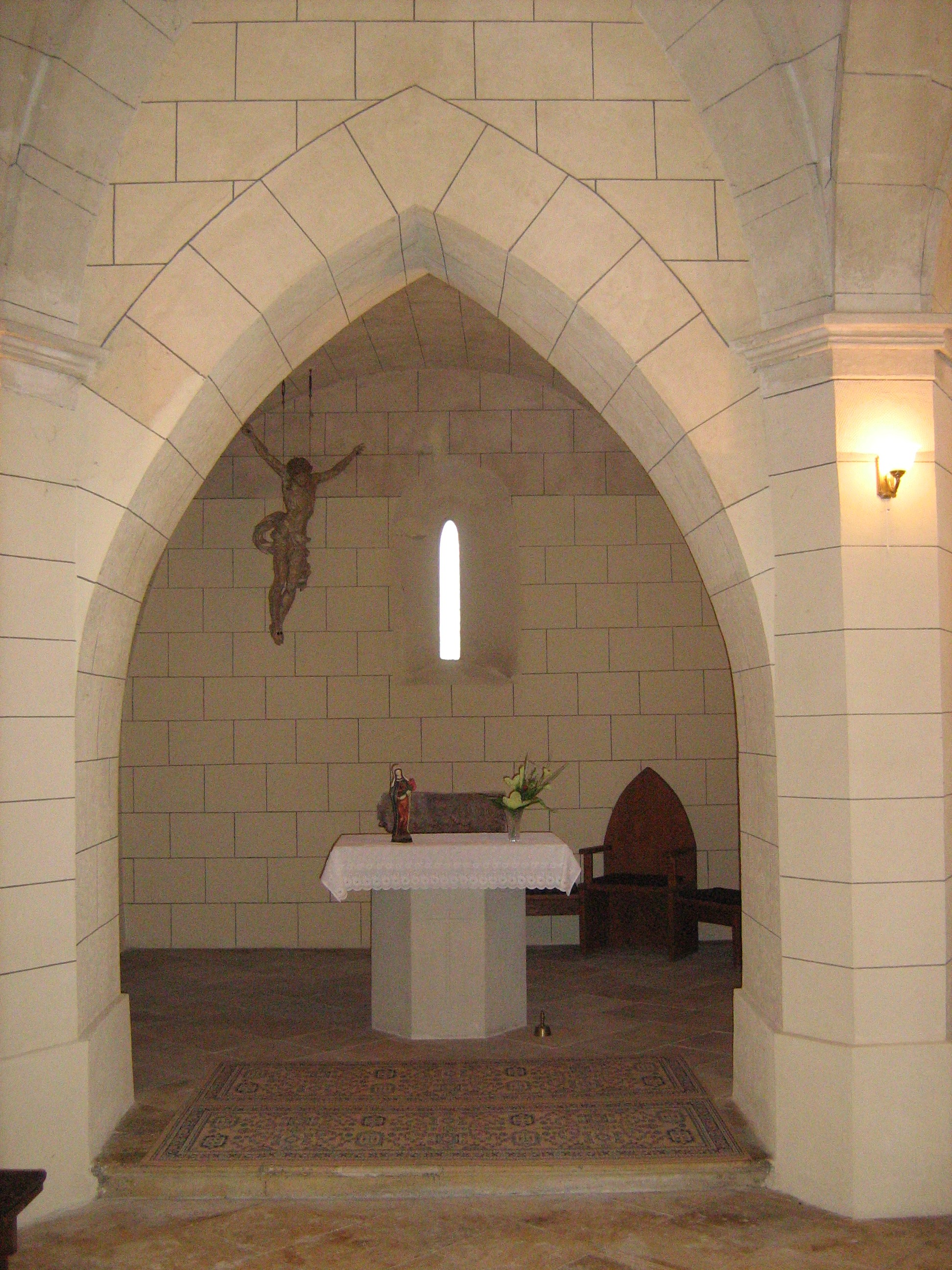
Boldogasszony-kápolna

Ez a 13. században épült – más vélemény szerint a 15. században emelt –, a győri és a lipóti út találkozásánál álló kápolna a Szigetköz egyik legszebb gótikus műemléke és egyben a Héderváry család temetkező helye. Az egyhajós templomnak egyenes záródású szentélye és karcsú tornya volt. A falakat csúcsíves ablakok törték át. Díszesen faragott, csúcsíves kapuzat nyílt a templomba. 
A 17. század végén Héderváry Katalin a barokk jegyében átépítette, és a díszes ún. lorettói kápolnával bővítette. (Az itáliai Lorettóban lévő szent család názáreti háza másolatának mintájára épült; a magyarországi lorettói kápolnák között ez volt az első.) A 19–20. század fordulóján a lorettói kápolna kivételével a barokkot lebontották, és a gótika jegyeit hozták vissza. Ma Khuen-Héderváry Károlynak köszönhetően a középkor egyszerűségét tükröző, de a századfordulón kialakított templombelsőbe lépünk. 
Itt helyezték el 1570 körül Viczay Ádám, 1731-ben pedig Viczay Margit Borbála sírkövét. A temetőkert védett.